# Shmuel Shilo
Shmuel Shilo; (hebräisch שמואל שילה; * 1. Dezember 1929 in Łuck, Polen; † 4. Oktober 2011 im Kibbuz Tze’elim, Israel) war ein israelischer Schauspieler und Regisseur.

## Leben
Shilo gelang es im August 1942 dem Massaker an den jüdischen Bewohnern seiner Geburtsstadt durch die Einsatzgruppe C unter dem Kommando von Paul Blobel zu entkommen und sich einige Monate bei einer polnischen Familie zu verstecken. Im Dezember 1942 wurde er festgenommen, allerdings gelang es ihm aus dem Arbeitslager zu entkommen und anschließend bei polnischen Partisanen unter zu tauchen. Nach der Eroberung der Region durch die Rote Armee 1944 wanderte er nach Israel aus und diente während des Palästinakrieg in der Palmach.
Nach der Gründung des Staates Israel arbeitete er als Theaterschauspieler an verschiedenen Theatern wie in Beʾer Scheva, wobei er auch als Regisseur tätig war und Bühnenwerke wie Warten auf Godot, Alexis Sorbas, Der Geizige, Romeo und Julia und Tewje, der Milchmann inszenierte.
Zu Beginn der 1980er Jahre übernahm er auch Rollen als Filmschauspieler und gab sein Debüt 1981 in Sipur Intimi von Nadav Levitan. Weitere bekanntere Filme waren Noa Bat 17 (1982) und Yaldei Stalin (1986), aber auch ein Gastauftritt in der Sesamstraße. Ebenfalls 1986 gründete Shilo das Theater des Negev, blieb bis 1997 auch dessen Künstlerischer Leiter und spielte noch 2010 Hauptrollen in zwei Stücken. 2011 hatte er in der Rolle des „Herman“ in Hearat Shulayim von Joseph Cedar seinen letzten von insgesamt 17 Filmauftritten.
Zweimal gewann er den Preis als bester Schauspieler der Israel Academy of Film and Television sowie einmal den Goldenen Igel für seinen Beitrag zum israelischen Off-Theater.

## Filmografie (Auswahl)
- 1985: Goodbye, New York
- 1992: Lahav Hatzui
- 2001: Ajimae
- 2006: Eskimosim ba Galil
- 2011: Hearat Shulayim